# Notoceras bicorne
Notoceras bicorne là một loài thực vật có hoa trong họ Cải. Loài này được (Aiton) Amo mô tả khoa học đầu tiên năm 1873.